# Tour de l'Ardèche 2022
De 20e editie van de wielerwedstrijd Tour de l'Ardèche vond in 2022 plaats van 6 tot en met 12 september. De start was in Le Teil en de finish in Privas. De ronde stond op de UCI-kalender voor vrouwen in de categorie 2.1. De Amerikaanse Leah Thomas won de vorige editie. Zij werd opgevolgd door de Duitse Antonia Niedermaier van de opleidingsploeg van Canyon-SRAM, die twee etappes wist te winnen en ook het jongerenklassement. De Nederlandse Loes Adegeest won de derde etappe en werd tweede in het eindklassement.

## Deelname
Aan de start stonden 19 ploegen, waarvan een World Tourploeg (Movistar), een clubteam (Lviv), drie nationale selecties en veertien UCI-continentale ploegen. Het peloton telde 100 rensters, van wie vijf Nederlanders en drie Belgen.
| World Tourploegen | Continentale ploegen | Continentale ploegen | Nationale selectie                  |
| ----------------- | --- | --- | ----------------------------------- |
| Movistar Team     | Arkéa BePink Bingoal Casino-Chevalmeire Canyon-SRAM Generation DNA Pro Cycling Eneicat - RBH Global Farto-BTC Grant Thornton Krush Tunap | IBCT Lviv Cycling Team women Sopela Women's Team Stade Rochelais Charente-Maritime Saint Michel-Mavic-Auber 93 Torelli - Cayman Islands - Scimitar WCC Team | Noorwegen Slovenië Verenigde Staten |

## Etappe-overzicht
| Etappe | Datum        | Start          | Finish               | Type      | Afstand  | Winnaar             | Klassementsleider   |
| ------ | ------------ | -------------- | -------------------- | --------- | -------- | ------------------- | ------------------- |
| 1      | 6 september  | Le Teil        | Villeneuve-de-Berg   | Heuvelrit | 109,5 km | Sheyla Gutiérrez    | Sheyla Gutiérrez    |
| 2      | 7 september  | Lac de Champos | Montélimar           | Heuvelrit | 109,6 km | Sheyla Gutiérrez    | Sheyla Gutiérrez    |
| 3      | 8 september  | Avignon        | Pernes-les-Fontaines | Heuvelrit | 103,6 km | Loes Adegeest       | Loes Adegeest       |
| 4      | 9 september  | Beauchastel    | Sarras               | Heuvelrit | 105,2 km | Antonia Niedermaier | Antonia Niedermaier |
| 5      | 10 september | Florac         | Mont Lozère          | Heuvelrit | 109,4 km | Antonia Niedermaier | Antonia Niedermaier |
| 6      | 11 september | Alès           | Alès                 | Heuvelrit | 96,3 km  | Silvia Zanardi      | Antonia Niedermaier |
| 7      | 12 september | Vesseaux       | Privas               | Heuvelrit | 120,9 km | Coralie Demay       | Antonia Niedermaier |

## Eindklassementen
| Plaats    | Naam                | Ploeg                              | Tijd      |
| --------- | ------------------- | ---------------------------------- | --------- |
| Roze trui | Antonia Niedermaier | Canyon-SRAM Generation             | 20u38'12" |
| 2         | Loes Adegeest       | IBCT                               | + 1'14"   |
| 3         | Paula Patiño        | Movistar Team                      | + 1'51"   |
| 4         | Simone Boilard      | Saint Michel-Mavic-Auber 93        | + 2'45"   |
| 5         | Silvia Zanardi      | BePink                             | + 3'23"   |
| 6         | Emma Langley        | Verenigde Staten                   | + 4'22"   |
| 7         | Coralie Demay       | Saint Michel-Mavic-Auber 93        | + 5'58"   |
| 8         | Claire Steels       | Sopela Women's Team                | + 6'06"   |
| 9         | Lotte Claes         | Bingoal-Chevalmeire-Van Eyck Sport | + 6'45"   |
| 10        | Morgane Coston      | Arkéa                              | + 8'33"   |

| Plaats      | Naam                | Ploeg                              | Punten |
| ----------- | ------------------- | ---------------------------------- | ------ |
| Groene trui | Silvia Zanardi      | BePink                             | 56     |
| 2           | Loes Adegeest       | IBCT                               | 41     |
| 3           | Antonia Niedermaier | Canyon-SRAM Generation             | 36     |
|             |                     |                                    |        |
| 14          | Lotte Claes         | Bingoal-Chevalmeire-Van Eyck Sport | 7      |

| Plaats        | Naam                | Ploeg                       | Punten |
| ------------- | ------------------- | --------------------------- | ------ |
| Bolletjestrui | Coralie Demay       | Saint Michel-Mavic-Auber 93 | 38     |
| 2             | Antonia Niedermaier | Canyon-SRAM Generation      | 33     |
| 3             | Nadia Quagliotto    | BePink                      | 27     |
|               |                     |                             |        |
| 9             | Loes Adegeest       | IBCT                        | 4      |

| Plaats     | Naam                | Ploeg                       | tijd      |
| ---------- | ------------------- | --------------------------- | --------- |
| Witte trui | Antonia Niedermaier | Canyon-SRAM Generation      | 20u38'12" |
| 2          | Simone Boilard      | Saint Michel-Mavic-Auber 93 | + 2'45"   |
| 3          | Silvia Zanardi      | BePink                      | + 3'23"   |
|            |                     |                             |           |
| 11         | Daniek Hengeveld    | Grant Thornton Krush Tunap  | + 43'18"  |

| Plaats | Ploeg                       | Tijd      |
| ------ | --------------------------- | --------- |
|        | Movistar Team               | 62u14'07" |
| 2      | Saint Michel-Mavic-Auber 93 | + 19'20"  |
| 3      | Grant Thornton Krush Tunap  | + 22'23"  |
|        |                             |           |
| 4      | IBCT                        | + 24'10"  |

## Klassementenverloop
| Etappe       | Winnaar             | Algemeen klassement · | Puntenklassement · | Bergklassement ·    | Jongerenklassement · | Ploegenklassement           |
| ------------ | ------------------- | --------------------- | ------------------ | ------------------- | -------------------- | --------------------------- |
| 1            | Sheyla Gutiérrez    | Sheyla Gutiérrez      | Sheyla Gutiérrez   | Nadia Quagliotto    | Simone Boilard       | Movistar Team               |
| 2            | Sheyla Gutiérrez    | Sheyla Gutiérrez      | Sheyla Gutiérrez   | Nadia Quagliotto    | Simone Boilard       | Saint Michel-Mavic-Auber 93 |
| 3            | Loes Adegeest       | Loes Adegeest         | Sheyla Gutiérrez   | Nadia Quagliotto    | Ricarda Bauernfeind  | Movistar Team               |
| 4            | Antonia Niedermaier | Antonia Niedermaier   | Sheyla Gutiérrez   | Nadia Quagliotto    | Antonia Niedermaier  | Movistar Team               |
| 5            | Antonia Niedermaier | Antonia Niedermaier   | Silvia Zanardi     | Antonia Niedermaier | Antonia Niedermaier  | Movistar Team               |
| 6            | Silvia Zanardi      | Antonia Niedermaier   | Silvia Zanardi     | Antonia Niedermaier | Antonia Niedermaier  | Movistar Team               |
| 7            | Coralie Demay       | Antonia Niedermaier   | Silvia Zanardi     | Coralie Demay       | Antonia Niedermaier  | Movistar Team               |
| 0Eindstanden | 0Eindstanden        | Antonia Niedermaier   | Silvia Zanardi     | Coralie Demay       | Antonia Niedermaier  | Movistar Team               |

2003 · 2004 · 2005 · 2006 · 2007 · 2008 · 2009 · 2010 · 2011 · 2012 · 2013 · 2014 · 2015 · 2016 · 2017 · 2018 · 2019 · 2020 · 2021 · 2022 · 2023 · 2024